# Billie Ray Martin
Billie Ray Martin (Hamburgo, Alemanha) é uma cantora alemã. Além de gravar suas músicas em diversos estilos, tornou-se notável por seus vocais em música eletrônica em versões originais e remixes.

## Discografia

### Álbuns e EPs
- Electribe 101 - Electribal Memories (1990)
- Persuasion Ep (com Spooky - 1993, re-lançado em 2003)
- Four Ambient Tales EP (1993, re-lançado em 2000)
- Deadline for My Memories (1996) - #47 UK
- 18 Carat Garbage (2001)
- 18 Carat Garbage Demos (2002)
- Brm New Demos (2003)
- Recycled Garbage (2006)

### Singles
- "Persuasion" (Billie Ray Martin, participação de Spooky) (1993)
- "Your Loving Arms" (1995) - #6 UK #46 US
- "Running Around Town" (1996) - #29 UK
- "Imitation Of Life" (1996) - #29 UK
- "Space Oasis" (1996) - #66 UK
- "You And I Keep Holding On" (1997)
- "Pacemaker" (1998)
- "Honey" (1999) - #54 UK
- "I'm Not Keen" (Mikael Delta featuring Billie Ray Martin) (2002)
- "Systems Of Silence" (2001)
- "Where Fools Rush In" (2001)
- "18 Carat Garbage" (2002)
- "Honey '03" (2003)
- "Disco Activisto - The First Two Singles" (2004)
- "No Brakes On My Rollerskates" (Hot Skates 3000 featuring Billie Ray Martin) (2005)
- "Undisco Me" (2007) #20 U.S. Billboard Hot Dance Club Play